# ヤングトムモリス
トーマス・モリス（Thomas Morris、1851年4月20日 – 1875年12月25日）は、ヤングトムモリス (Young Tom Morris) として知られているスコットランド人プロゴルファー。プロゴルフの先駆者であり、ゴルフ史上最初の若き天才であったとされる。全英オープンに4回連続で優勝するという比類ない偉業を21歳で達成した。
モリスは「ゴルフ発祥の地」であるセントアンドリュースで生まれ、また、1875年に同じセントアンドリュースでクリスマスの日に24歳で死んだ。彼の父親のオールドトムモリスは、セントアンドリュースゴルフ場のグリーンキーパー兼プロであり、全英オープンの第1回大会から第8回大会のうちで4回優勝している。ヤングトムも1868年、17歳で初めて全英オープンに優勝した。この最年少メジャー優勝記録は未だに破られていない。

## 学校
洗礼証明書によればヤングトムの誕生日は1851年5月1日となっており、長年そう考えられていたが、2006年になってエジンバラで彼の出生証明書が発見された。幼少のころ、家族と一緒にセントアンドリュースから（父親が新しくプロゴルファー兼グリーンキーパーの職を得た）プレストウィックに引っ越した。10代前半までは有名な学校の一つであるエアアカデミー (Ayr Academy) に通った。そのころモリス家は豊かになり、年間15ポンド程度のお金を私立学校に通うために使うことができた。ヤングトムは貴族や裕福なビジネスマンの子弟と同じ学校で学び、この関係をゴルフゲームや友人関係に活用することができた。

## 若年期
父親がプロ兼グリーンキーパーで、かつコースレイアウトの設計までしたプレストウィックゴルフクラブで若いころからゴルフを習い覚えた。当時多くの若いプレーヤーがゴルフを始めるために経なければならない道だと言われていたキャディーをしたりクラブ製造を行うといったようなことは経験していない。

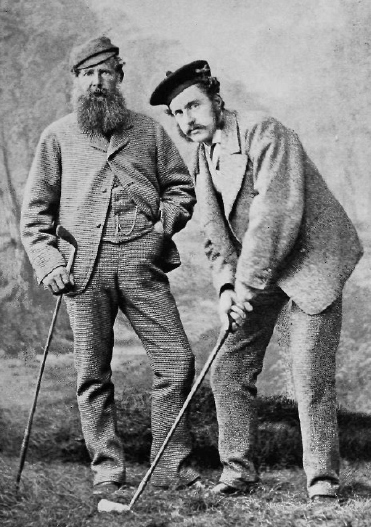
オールドトムモリスとヤングトムモリス、c. 1870-75

ヤングトムは1864年にセントアンドリュースで行われた親善試合で、当時すでに全英オープンチャンピオンだった父親に初めて勝利した。1864年の4月、13歳の誕生日前に父親と一緒にパースのジェームズ6世ゴルフ場でのトーナメントに出かけたが、プロやアマの部の競技には出場を許されなかった。主催者は代わりに地元のユースチャンピオンとの試合をアレンジしてくれた。この試合で完勝し、当時としてもかなりの大金である5ポンドの賞金を得た。この二人の試合には大勢のギャラリーが見守った。その時のスコアはプロのトーナメントに出ても優勝できるほどだった。

## 若きチャンピオン
14歳で全英オープンに初挑戦し、名誉あるプレーをしたが途中棄権した。1866年には9位でトップから18打差だった。1867年には4位にまで順位を上げた。この1867年には父子でカーヌスティーゴルフリンクスで行われたオープン大会に出場した。32名の有名プレーヤーで行われたこの大会でヤングトムはトップタイでフィニッシュし、同じくトップタイのウィリー・パーク・シニア（全英オープン優勝4回）とロバート・アンドリューの3名でのプレーオフでも勝利した。この勝利で初めて一般に注目され、称賛された。

## スコットランドのチャンピオン
1868年、1869年、1870年および1872年の全英オープンに優勝した（1871年には全英オープンは開催されなかった）。これ以降で全英オープンを4連勝したという例はない。いずれも彼が幼少のころから慣れ親しんだプレストウィックで行われた。1868年の初優勝時は17歳だったが、この最年少記録は未だに破られていない。この大会では父親のオールドトムモリスが2位入賞している。1869年には8番ホール166ヤードで大会初のホールインワンが記録されており、この時のスコアカードがプレストウィックのクラブハウスに展示されている。大会規則（3連勝したら優勝ベルトを返却しなくてよい）に従い、オリジナルの優勝ベルト（プレストウィックのメンバーが寄贈した赤のモロッコ革製でゴルフシーンが描かれた銀製バックル付き）を保持することを許された。現存する（現在でも使われている）クラレットジャグは1873年に製作されたもので、ヤングトムは1872年の大会でも優勝したので彼の名前が先頭行に刻印されている。1870年に優勝した大会では、573ヤードの1番ホールのスコアとして「3」が記録されている。ヒッコリーシャフトとガッティーボールの性能から推定して、フェアウェイからおよそ200ヤードのショットがホールインしたものと考えられる。当時の 573 ヤードはパー6に相当するとすればこれは史上初のアルバトロス（ダブルイーグル）であった可能性が高い（ただし、この時代にはまだ「パー」という用語や概念がなかった）。1870年大会の第1ラウンド（12ホール）のスコアは47だったが、ホール当たりの平均スコアが4以下となったのはこの時が初めてだった。
トムモリス父子はしばしばマッチプレーの賭けゴルフをした。父オールドトムモリスが50歳を超えたころにパッティングに苦しみ勝率を落とした時代もあったが、ほとんど負けることが無かった。仲間のゴルファーであるデビー・ストラスとともにスコットランドや一部のイングランドをツアーし、公式の許可なしに観客からお金を取ってエキジビションプレーを行った。それまでだれもやっていないことだった。このことは既に確立されたゴルフ興行のしきたりへの挑戦だとしてヤングトムとストラスはいくぶんかの批判を受けた。彼らは試合をする前に報酬の支払いを要求した初めてのゴルファーでもあった。これが「見せ金」制度の始まりで、それまでのゴルファーは試合の結果によって興行主の支払いが増えたり減ったりしたために不安定を強いられていた。また、セントアンドリュースのメンバーおよび賭け主に対して、オールドコースで与えられた基準を下回るスコアを出すことができると賭け、7連勝した。この形式の賭けも当時としては革新的なものだった。

### オールドコースの記録更新
1869年にオールドコースで行われたセントアンドリュースプロフェッショナルトーナメントはマッセルバラのボブ・ファーソンとのプレーオフになったが、このプレーオフで打数77をマークして優勝した。この77はコースレコードで、それまでの79（アラン・ロバートソンとオールドトムモリスによるもの）を2打下回るものだった。このコースレコードはその後20年間破られなかった。

## プレースタイル
身長5フィート8インチでがっしりとした体格と強い手首を持っていた。写真で明らかなようにグリップは父親と同じインターロッキングだった。ロングショットでは力強いバックスイングでボールをハードヒットしたが、余力も残していた。通常は低中弾道で、ライバルたちと同様の距離が出たし、トラブルも少なく、また風にも強かった。ショットメーキング戦略として、意図的にショットを曲げるプレーヤーの初期の一人でもあった。ラットアイアン（rut iron、カートのわだちから脱出するためのロフトのあるアイアン、現代のサンドウェッジに似ている）の新しい使い方として、短いアプローチ時にボールを上げてハザードを飛び越えさせるのに用いた。時にはボール着地後にバックスピンがかかることもあった。それまでのアプローチは純粋なランニングアプローチか、チップアンドランが常道だった。距離のあるアプローチではニブリック（niblick、現代の9番アイアンに似たもの）を用いることもあった。ライバルらは彼を参考とし、アイアンによるプレーがその後発展した。モリスはパッティングやチッピングにも卓越しており、事実、重要な状況におけるショートゲームで幾度も勝利をつかんだ。あるゴルフ史家は、モリスほどショートパットを外すことの少ないプレーヤーを見たことが無いと書いている。パット法はやや変わっていて、オープンスタンスでボールを右足近くに置いて打った。ゲームマネージメントとしては確率を重視した（父親とは対照的にリスクの少ない）ショットやルートを選ぶ傾向があった。しかし計算されたリスクを取ることを恐れることはなく、父親より大胆だった。プレッシャーが高まると、しばしば普段より良いプレーができた。調子が良い時は彼のゴルフは完全で弱点が無かった。彼はこういった種類の最初のゴルファーであり、ゴルフ史においてもほんの一握りのうちの一人である。

## 死

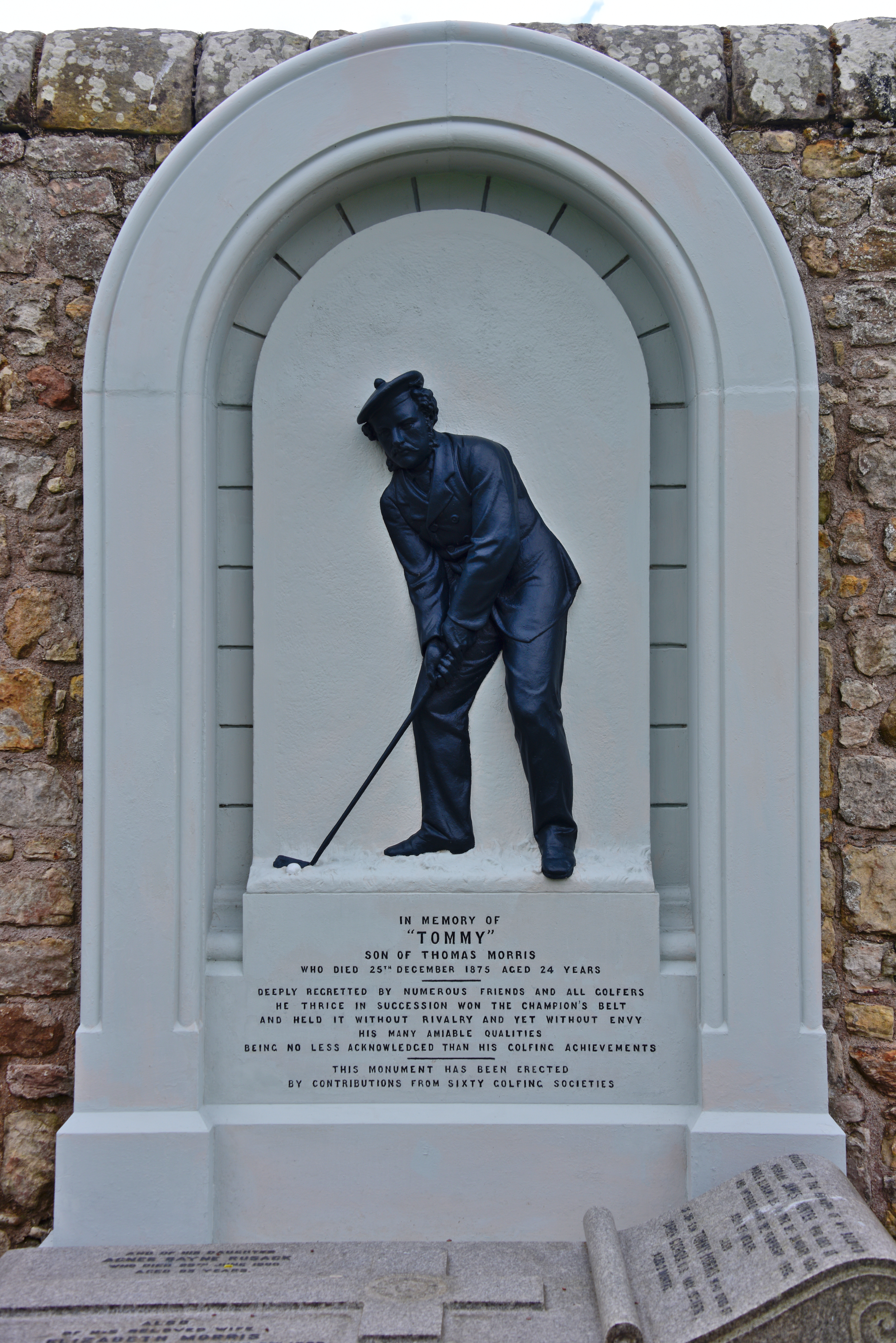
墓碑、聖アンドリュース、ファイフ、彼の名前を単に「トミー」として示している。

1875年9月11日にノースバーリックで行われたチームマッチで、モリス父子がパーク兄弟（ウィリーとマンゴ）と対戦したが、自宅から電報が入り、ヤングトムにすぐに戻ってくるようにと書かれていた。妊娠中の妻、マーガレット・ドリンネンには状況の悪い陣痛が始まっていた。そのとき試合は2ホールを残していたがモリス父子は最後までプレーして勝利した。そしてフォース湾を船で渡り急いで帰宅したが、妻と生まれたばかりの子供はすでに死去しており、ヤングトムはこのことで傷心し、それから4カ月を経ないクリスマスにトムも死去。24歳だった。死亡診断書によると正式な死因は肺出血による無呼吸であるとされている。この数週間前に悪天候の中でトムはマラソンチャレンジマッチを行い勝利したが、これが彼の体力を奪ったのではなかろうか。

## レガシー
モリスはプレーの水準を大きく引き上げた途方もない改革者であり、彼自身のスキルの向上とともに、観客のための（観る）ゴルフ人気の向上に大きく寄与した。彼のチャレンジマッチにはスコットランド中から何千人もの観客が集まった。1870年代にはチャレンジマッチの取材のため、ロンドンの主要な新聞や雑誌が、汽車で400マイル遠方の、スコットランドに特派員を送り出した。チャレンジマッチやトーナメントの多くでヤングトムは勝利したが、その間も競争力を維持するためにいろいろと改善をしなくてはならないライバルたちの敵意を最小限に抑えることができた。彼はフレンドリーな性格を持ち、また広く尊敬されていた。
ゴルフマガジンによる2009年9月のベストゴルファー調査で、ヤングトムモリスは14位にランクされた。これはそのキャリア全部が19世紀中で完結しているプレーヤーの中では最高位だった。父親のオールドトムモリスは19位だった。

## メジャー大会成績

### 優勝（4）
| 開催年 | 大会名           | 24 ホール終了時 | 優勝スコア   | 打数差 | 2位                             |
| ------ | ---------------- | --------------- | ------------ | ------ | ------------------------------- |
| 1868   | 全英オープン     | 1 shot deficit  | 51-54-49=154 | 3      | オールドトムモリス              |
| 1869   | 全英オープン (2) | 4 shot lead     | 50-55-52=157 | 11     | ボブ・カーク                    |
| 1870   | 全英オープン (3) | 5 shot lead     | 47-51-51=149 | 12     | デビー・ストラス、 ボブ・カーク |
| 1872   | 全英オープン (4) | 5 shot deficit  | 57-56-53=166 | 3      | デビー・ストラス                |

### 結果のタイムライン
| トーナメント | 1865 | 1866 | 1867 | 1868 | 1869 | 1870 | 1871 | 1872 | 1873 | 1874 |
| ------------ | ---- | ---- | ---- | ---- | ---- | ---- | ---- | ---- | ---- | ---- |
| 全英オープン | WD   | 9    | 4    | 1    | 1    | 1    | NT   | 1    | T3   | 2    |

- 注： 全英オープンは、モリスの生涯に行われた唯一のメジャーだった。

NT =トーナメントなし
WD =途中棄権
「T」はタイスコアを示す